# Beautiful Day (chanson)
Cet article concerne la chanson de U2. Pour l'album de Jackie Wilson, voir Beautiful Day.
Pour les articles homonymes, voir Beautiful Day.
Singles de U2
Sweetest Thing
(1998) Stuck in a Moment You Can't Get Out Of
(2001)
Beautiful Day est une chanson du groupe irlandais U2, écrite par Bono et sortie le 9 octobre 2000. C'est le premier single et la première piste de l'album All That You Can't Leave Behind publié la même année. C'est une chanson pop rock optimiste concernant des personnes dont la vie a pourtant été brisée par les épreuves. Devenu rapidement un des plus célèbres tube du groupe irlandais, Beautiful Day a été N°1 dans plusieurs pays au monde notamment au Royaume-Uni, au Canada et aux Pays-Bas pour la toute première fois. Il a reçu aussi des critiques positives de la presse. En 2001, Beautiful Day remporte trois Grammy Awards dont celui de la chanson de l'année. U2 l'interprète dans toute ses tournées depuis l'Elevation Tour.

## Caractéristiques artistiques
Origine de la chanson 
Beautiful Day est né de Always, une chanson que U2 a écrite lors des premières sessions d’enregistrement de All That You Can't Leave Behind, mais dont il n’était pas entièrement satisfait. Le guitariste The Edge se souvient : « en tant que chanson rock, c'était assez ennuyeux. »  Il poursuit : « Ça ne tient pas vraiment debout. Mais en tant que moyen de voir les métamorphoses par lesquelles U2 passe entre l'idée d'une chanson et le produit fini, ça vaut le coup de l'écouter. » Le groupe a continué à travailler Always jusqu’au jour où, alors qu’il finissait un jam en studio, Bono a spontanément chanté « It’s a beautiful day ». C'est ainsi que U2 a non seulement une approche différente d’une vieille chanson, mais aussi la genèse d'un nouveau morceau.
 Musique

Avec l'enregistrement de All That You Can't Leave Behind, le groupe, pour la première fois de sa carrière, a fait un effort conscient pour ressembler à l'ancien U2. The Edge a voulu jouer la chanson avec un son de guitare qu'il avait utilisé sur les trois premiers albums de U2 : jangly, avec un peu de distorsion et beaucoup de réverbération. Le fait de réincorporer le son que le groupe avait abandonné depuis War a fait l'objet d'un vrai débat. Bono, par exemple, n'était pas sûr du bien fondé de cette réhabilitation. Néanmoins, il y a quelques embellissements qui donnent à la chanson un son plus moderne. Le producteur Brian Eno a ajouté des cordes synthétiques au début, ainsi qu'une boîte à rythmes qui résonne et clique tout au long du morceau. Mais Beautiful Day tire presque toute sa puissance du fait de laisser U2 faire ce qu'ils font le mieux. Après avoir adopté un style vocal plus rugueux et plus sobre sur Zooropa et Pop, Bono renoue avec toute la gamme de sa voix, un instrument éblouissant et inimitable.
Paroles

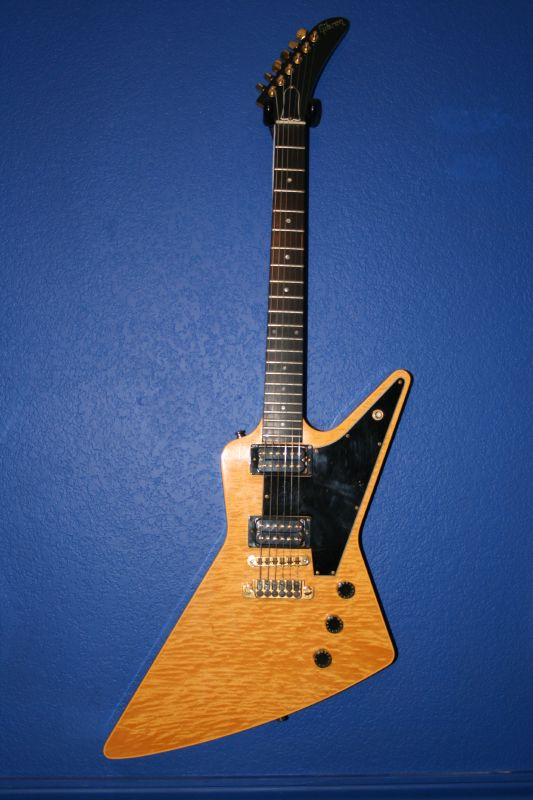
Le guitariste The Edge utilise une Gibson Explorer sur Beautiful Day comme au début des années 80.

Les paroles, écrites par Bono, évoquent le courage nécessaire pour s'accrocher à la vie et percevoir les choses positivement malgré les épreuves. Elles invitent l'auditeur à se défaire des choses matérielles, à prendre la vie comme elle vient, et à apprécier la beauté des choses simples. Ces paroles engageantes et positives, tout comme la mélodie accrocheuse et le rythme entraînant du morceau, ont su conquérir les foules et faire de Beautiful Day l'une des plus célèbres chansons de U2.
Clip

Le clip a été réalisé à l'Aéroport Paris-Charles-de-Gaulle (halls et taxiways). On y voit Bono arpenter les couloirs du hall et les allées de taxi, puis le groupe entier jouer sur le tarmac, sous les avions en plein décollage.

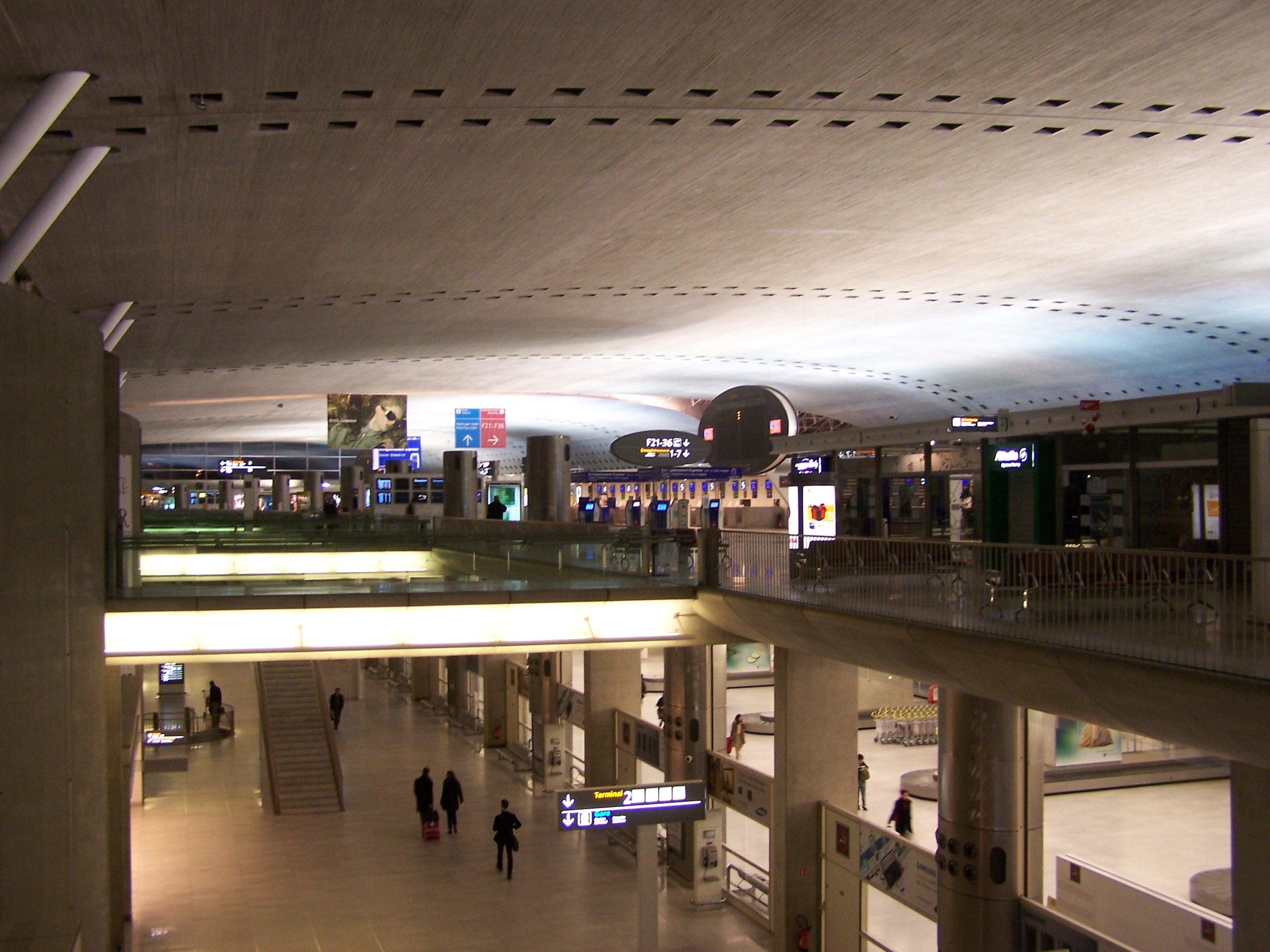
Terminal 2F à l'aéroport Roissy-Charles de Gaulle où a été tourné une partie du clip Beautiful Day.

Une version alternative a été tournée à Èze dans le département des Alpes-Maritimes. Elle est incluse sur le U2 Exclusive CD!, ainsi que sur le DVD bonus de la compilation The Best of 1990-2000 et sur U218 Videos.
En septembre 2000, un mois avant la sortie de l'album All That You Can't Leave Behind, une version live de Beautiful Day a été tournée à Dublin, sur le toit du Clarence Hotel, qui appartient à Bono et The Edge,
pour l'émission de télévision Top of the Pops de la BBC.

## Accueil critique
Beautiful Day reçoit dans l'ensemble de bonnes critiques de la presse mondiale. Olaf Tyaransen de Hot Press qualifie la chanson de « étonnamment simple mais toujours contagieuse et accrocheuse. » The Guardian apprécie le morceau pour son « beat animé, son chorus contagieux et les carillons de guitare vintage de The Edge. »  Edna Gundersen du quotidien USA Today est enthousiaste à propos de la chanson, la qualifiant d' « euphorique. » David Browne de Entertainment Weekly dit que « la chanson lui faisait penser aux jours de gloire du groupe à la fin des années 1980, quand tant de musique populaire cherchait à être édifiante sur le plan sonore et émotionnel. » Le magazine Rolling Stone décrit la chanson comme « posée, puis bondissante » et complète en disant que « c'est l'une des nombreuses de l'album dont la résonance ne s'estompe pas avec l'écoute répétée. ». Il la classera 9e dans sa liste des meilleurs chansons des années 2000. En revanche, Christophe Conte dans Les inrockuptibles qualifie le morceau de « purge […] qui à l'air d'un fruit pourri tombé de Joshua Tree avec treize ans de retard ».

## Anecdote
Parlant de Beautiful Day sur la chaîne de télévision américaine SundanceTV, le chanteur de R.E.M. Michael Stipe, s'avouera « en colère » de ne pas l'avoir écrite. « J'adore cette chanson. J'aurais aimé l'écrire, et ils savent que j'aurais aimé l'écrire. Ça me fait danser ; ça me met en colère de ne pas l'avoir écrite ».

## Beautiful Dayvu par Steve Lillywhite
En novembre 2020, Steve Lillywhite, l'un des producteurs de la chanson, fait cette confidence sur Beautiful Day, à l'occasion des 20 ans d'All That You Can't Leave Behind : « Sur Beautiful Day, tout ce qu'il chante est « c'est une belle journée, ne la laisse pas s'échapper » mais ça marche. Et on se dit pourquoi ça marche si bien, il chante sur le temps qu'il fait ! Mais le tout, est plus grand que la somme de ses parties. Et c'est ce que U2 recherche toujours. »

## Téléchargement
Beautiful Day a été l'une des premières sorties de titres disponibles au téléchargement. Ainsi, les fans du groupe ont pu l'écouter avant la sortie officielle du single.

## Tournée
Le groupe a joué Beautiful Day à chacun de leurs concerts depuis les débuts en direct de la chanson lors de la  tournée Elevation en 2001. Elle a été interprétée au total 674 fois entre 2000 et 2024.

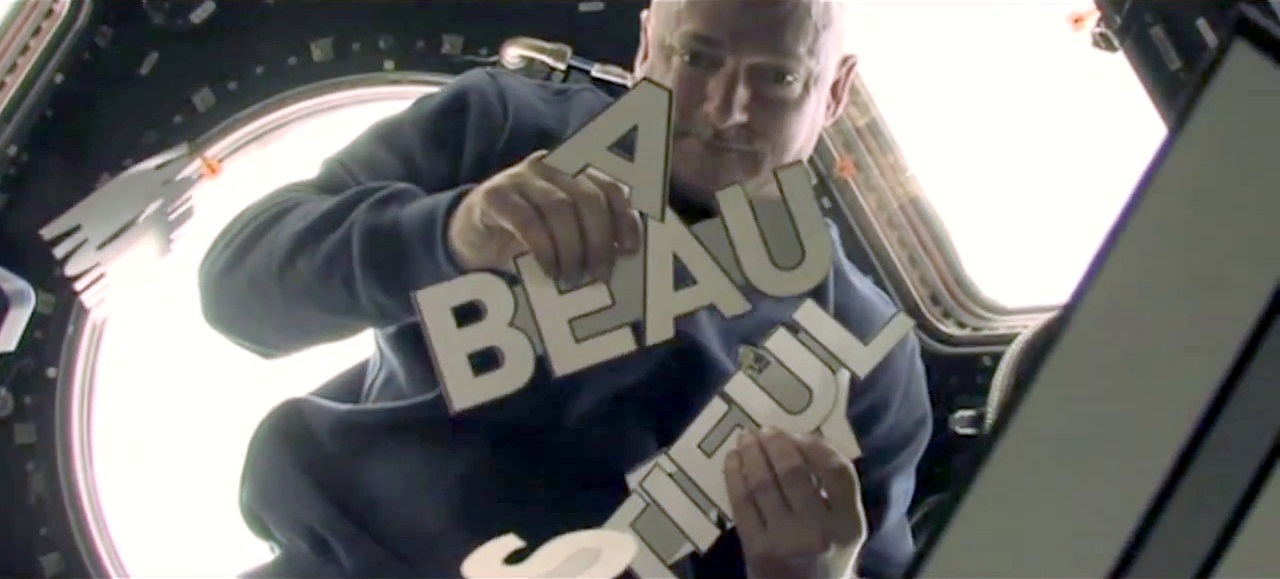
Une vidéo de l'astronaute Mark Kelly a été présentée avant la chanson, lors des concerts de la dernière étape du U2 360° Tour.

## Grammy Awards
Lors de la 43e cérémonie des Grammy Awards à Los Angeles le 21 février 2001, U2 reçoit pour Beautiful Day trois trophées : le Grammy Award de la chanson de l'année et ceux de l'enregistrement de l'année et de la meilleure performance rock par un duo ou un groupe. 

## Liste des titres
Toute la musique est composée par U2.
| Vinyle 12" | Vinyle 12"    | Vinyle 12" | Vinyle 12" | Vinyle 12" | Vinyle 12" | Vinyle 12" | Vinyle 12" | Vinyle 12" | Vinyle 12" |
| No         | Titre         | Durée      |            |            |            |            |            |            |            |
| ---------- | ------------- | ---------- | ---------- | ---------- | ---------- | ---------- | ---------- | ---------- | ---------- |
| 1.         | Beautiful Day | 4:06       |            |            |            |            |            |            |            |
| 2.         | Beautiful Day | 4:06       |            |            |            |            |            |            |            |
| 8:12       |               |            |            |            |            |            |            |            |            |

| Cassette pour le Royaume-Uni | Cassette pour le Royaume-Uni | Cassette pour le Royaume-Uni | Cassette pour le Royaume-Uni | Cassette pour le Royaume-Uni | Cassette pour le Royaume-Uni | Cassette pour le Royaume-Uni | Cassette pour le Royaume-Uni | Cassette pour le Royaume-Uni | Cassette pour le Royaume-Uni |
| No                           | Titre                        | Durée                        |                              |                              |                              |                              |                              |                              |                              |
| ---------------------------- | ---------------------------- | ---------------------------- | ---------------------------- | ---------------------------- | ---------------------------- | ---------------------------- | ---------------------------- | ---------------------------- | ---------------------------- |
| 1.                           | Beautiful Day                | 4:06                         |                              |                              |                              |                              |                              |                              |                              |
| 2.                           | Summer Rain                  | 4:06                         |                              |                              |                              |                              |                              |                              |                              |
| 8:12                         |                              |                              |                              |                              |                              |                              |                              |                              |                              |

| CD 1  | CD 1          | CD 1  | CD 1 | CD 1 | CD 1 | CD 1 | CD 1 | CD 1 | CD 1 |
| No    | Titre         | Durée |      |      |      |      |      |      |      |
| ----- | ------------- | ----- | ---- | ---- | ---- | ---- | ---- | ---- | ---- |
| 1.    | Beautiful Day | 4:06  |      |      |      |      |      |      |      |
| 2.    | Summer Rain   | 4:06  |      |      |      |      |      |      |      |
| 3.    | Always        | 3:46  |      |      |      |      |      |      |      |
| 11:58 |               |       |      |      |      |      |      |      |      |

| CD 2  | CD 2                                                         | CD 2  | CD 2 | CD 2 | CD 2 | CD 2 | CD 2 | CD 2 | CD 2 |
| No    | Titre                                                        | Durée |      |      |      |      |      |      |      |
| ----- | ------------------------------------------------------------ | ----- | ---- | ---- | ---- | ---- | ---- | ---- | ---- |
| 1.    | Beautiful Day                                                | 4:06  |      |      |      |      |      |      |      |
| 2.    | Discothèque (PopMart Tour - live à Mexico)                   | 5:10  |      |      |      |      |      |      |      |
| 3.    | If You Wear That Velvet Dress (PopMart Tour - live à Mexico) | 2:43  |      |      |      |      |      |      |      |
| 11:59 |                                                              |       |      |      |      |      |      |      |      |

| CD 1 Australie | CD 1 Australie                                             | CD 1 Australie | CD 1 Australie | CD 1 Australie | CD 1 Australie | CD 1 Australie | CD 1 Australie | CD 1 Australie | CD 1 Australie |
| No             | Titre                                                      | Durée          |                |                |                |                |                |                |                |
| -------------- | ---------------------------------------------------------- | -------------- | -------------- | -------------- | -------------- | -------------- | -------------- | -------------- | -------------- |
| 1.             | Beautiful Day                                              | 4:06           |                |                |                |                |                |                |                |
| 2.             | Summer Rain                                                | 4:06           |                |                |                |                |                |                |                |
| 3.             | Always                                                     | 3:46           |                |                |                |                |                |                |                |
| 4.             | Last Night on Earth (PopMart Tour - live à Mexico (vidéo)) | 6:30           |                |                |                |                |                |                |                |
| 18:28          |                                                            |                |                |                |                |                |                |                |                |

| CD 2 Australie | CD 2 Australie                                | CD 2 Australie | CD 2 Australie | CD 2 Australie | CD 2 Australie | CD 2 Australie | CD 2 Australie | CD 2 Australie | CD 2 Australie |
| No             | Titre                                         | Durée          |                |                |                |                |                |                |                |
| -------------- | --------------------------------------------- | -------------- | -------------- | -------------- | -------------- | -------------- | -------------- | -------------- | -------------- |
| 1.             | Beautiful Day                                 | 4:06           |                |                |                |                |                |                |                |
| 2.             | Discothèque (live à Mexico)                   | 5:10           |                |                |                |                |                |                |                |
| 3.             | If You Wear That Velvet Dress (live à Mexico) | 2:43           |                |                |                |                |                |                |                |
| 4.             | Last Night on Earth (live à Mexico)           | 6:30           |                |                |                |                |                |                |                |
| 18:29          |                                               |                |                |                |                |                |                |                |                |

| CD Japon | CD Japon                                      | CD Japon | CD Japon | CD Japon | CD Japon | CD Japon | CD Japon | CD Japon | CD Japon |
| No       | Titre                                         | Durée    |          |          |          |          |          |          |          |
| -------- | --------------------------------------------- | -------- | -------- | -------- | -------- | -------- | -------- | -------- | -------- |
| 1.       | Beautiful Day                                 | 4:06     |          |          |          |          |          |          |          |
| 2.       | Summer Rain                                   | 4:06     |          |          |          |          |          |          |          |
| 3.       | Always                                        | 3:46     |          |          |          |          |          |          |          |
| 4.       | Discothèque (live à Mexico)                   | 5:10     |          |          |          |          |          |          |          |
| 5.       | If You Wear That Velvet Dress (live à Mexico) | 2:43     |          |          |          |          |          |          |          |
| 19:53    |                                               |          |          |          |          |          |          |          |          |

## Classements
| Chart                                                          | Meilleure position |
| -------------------------------------------------------------- | ------------------ |
| Australie - ARIA Charts                                        | 1                  |
| Autriche - Ö3 Austria Top 40                                   | 7                  |
| Belgique (Région flamande) - Ultratop 50                       | 8                  |
| Belgique (Région wallonne et Bruxelles-Capitale) - Ultratop 40 | 6                  |
| Canada - Canadian Singles Chart                                | 1                  |
| Canada - RPM Rock Report                                       | 1                  |
| Pays-Bas - MegaCharts                                          | 1                  |
| Finlande - Suomen virallinen lista                             | 1                  |
| France - SNEP                                                  | 17                 |
| Allemagne - Media Control Charts                               | 7                  |
| Irlande - Irish Singles Chart                                  | 1                  |
| Italie - FIMI                                                  | 1                  |
| Nouvelle-Zélande - RIANZ                                       | 7                  |
| Norvège - VG-lista                                             | 1                  |
| Espagne - PROMUSICAE                                           | 1                  |
| Suède - Sverigetopplistan                                      | 27                 |
| Suisse - SwissCharts                                           | 6                  |
| Royaume-Uni - UK Singles Chart                                 | 1                  |
| États-Unis - Billboard Hot 100                                 | 21                 |
| États-Unis - Billboard Pop Songs                               | 19                 |
| États-Unis - Billboard Alternative Songs                       | 5                  |
| États-Unis - Billboard Hot Dance Club Songs                    | 1                  |
| États-Unis - Billboard Adult Pop Songs                         | 4                  |
| États-Unis - Billboard Hot Mainstream Rock Tracks              | 14                 |